# Cam Cọn
Cam Cọn là một xã thuộc huyện Bảo Yên, tỉnh Lào Cai, Việt Nam.
Xã Cam Cọn có diện tích 46,07 km², dân số năm 1999 là 3.963 người, mật độ dân số đạt 86 người/km².
Đây là địa phương có dự án sân bay Sapa đã được Thủ tướng Chính phủ chủ trương đầu tư xây dựng.